# Luis Felipe Salamanca
Luis Felipe Salamanca (Bogotá, 29 de noviembre de 1961) es un escritor, guionista, libretista y productor de telenovelas y series de televisión colombiano. 

## Trayectoria
Durante los últimos 30 años ha creado y escrito alrededor de 50 proyectos de televisión donde junto a Dago García, ambos en sociedad han sido los libretistas de algunas telenovelas y series de televisión colombiana, participando también como productores generales hasta el año 2001, entre los argumentos y libretos que se destacan están La sombra del deseo, Pecados Capitales (creada en compañía con Miriam de Flores), Dora la Celadora y su mayor éxito a nivel internacional Pedro el Escamoso, entre otras más.
Galardonado, entre otros, con los premios Simón Bolívar, TV y NOVELAS, India Catalina, Mejor Guion del Festival de Cine Iberoamericano de Huelva (España) con “La Pena Máxima” y distinguido con la beca de Colcultura para desarrollo cinematográfico con su guion “Una Canción para Elisa”.
Luis Felipe ha sido profesor invitado de la Escuela de Cine de San Antonio de los Baños (Cuba) durante varios años, así como Jurado de los Premios Emmy Internacionales. Asesor para el diseño de telenovelas para Estados Unidos, España, Italia, México, Perú y Ecuador.

#### Telenovelas
- Ojos de Gato - Producciones Punch - Serie (1987)
- Doble seis - Producciones Punch (1988)
- Imagínate - Producciones Punch (1988-1989)
- En casa de Rita - Jorge Barón Televisión (1990)
- Te voy a enseñar a querer - Producciones Punch (1990)
- Asunción - Producciones Punch (1991)
- Cambalache - Jorge Barón Televisión (1991)
- El pasado no perdona - Producciones Punch(1990-1991)
- La vida secreta de Adriano Espeleta - Producciones Punch (1991)
- Corazones de fuego - (Tevecine) (1993)
- Soledad (Caracol TV) (1993)
- El último beso (Caracol Televisión) (1993)
- Sólo una mujer (Caracol Televisión) (1994)
- Candela (Caracol Televisión) (1994-1995).
- La sombra del deseo[1] (Caracol Televisión) (1995-1996)
- Flor de oro (Caracol Televisión) (1996)
- Tres veces Sofía (Tv Azteca) (1998)
- La guerra de las Rosas[2] (Caracol TV) (1999)
- Tío Alberto (Tv Azteca) (2000)
- María Rosa, búscame una esposa (Iguana Producciones) (2001)
- Pedro el escamoso[3] (Caracol TV) (2001)
- Historias de hombres solo para mujeres (Caracol TV) (2001).
- María Madrugada[4] (Caracol TV) (2002)
- Pecados capitales[5] (Caracol TV) (2002)
- Como Pedro por su casa - (Caracol TV y Telemundo) (2003)
- Dora la celadora[6] (Caracol TV) (2004)
- La Ex[7] (Caracol TV) - (2005)
- Amores cruzados[8] (Caracol TV y Tv Azteca) - (2006)
- Pocholo[9] (Caracol TV) - (2007)
- La quiero a morir[10] (Caracol TV) - (2008)
- Niños ricos pobres padres ( Telemundo y RTI Colombia) - (2009).,
- Las Santísimas (RCN Televisión y Teleset) - (2010-2011)
- La ley del corazón (RCN Televisión y Teleset) - (2018-2019)

### Adaptaciones
- Julius (Caracol Televisión)- (1998) - Historia original de Alfredo Bryce Echenique, con Laurie Simpson y Omar Fierro.
- Dios se lo pague (Caracol Televisión) - (1997) - Historia original de Joracy Camargo, con Margarita Ortega y Jairo Camargo.
- Pasiones secretas (Caracol Televisión) -(1993) - Historia original de Humberto "Kico" Olivieri. con Ruddy Rodríguez y Danilo Santos.
- La Baronesa (Ecuavisa) - (1992) - Historia original de Octavio Latorre. con Christian Bach, Carlos Muñoz y Alejandra Borrero.
- La mujer doble (Caracol Televisión) - (1992) - Historia original de Próspero Morales Pradilla, con Ruddy Rodríguez y Carlos Vives.
- La Pantera (Caracol Televisión) - (1992) - Historia original de Vicente Sesso, con María Eugenia Parra y Jairo Camargo.

Para cine, es coautor del guion La pena máxima y en teatro de LA SIEMPREVIVA.

### Nuevas versiones reescritas por otros
- Prohibido amar (La sombra del deseo) - México (2013), con Rossana Nájera y Marco De Paula - Adaptación de Carmen Madrid, María Renée Prudencio y Ximena Escalante.
- El pasado no perdona (El pasado no perdona) - Colombia (2005-2006), con María José Martínez Turrini y Bernie Paz - Adaptación libre de Ana Martínez Paz y Carlos Fernández de Soto.
- Te voy a enseñar a querer (Te voy a enseñar a querer) - Colombia y Estados Unidos (2004-2005), con Danna García, Miguel Varoni, Catherine Siachoque y Michel Brown - Adaptación de Socorro González Ocampo, Carlos Fernández de Soto y Claudia Rojas.
- Luna, la heredera (La Pantera) - Colombia (2004), con Gaby Espino, Christian Meier, Aura Cristina Geithner y Alejandro de la Madrid - Adaptación muy libre de Salamanca & García y María Eugenia Argomedo.
- Sofía dame tiempo (El último beso) - Colombia y Estados Unidos (2003), con Karen Martínez, Rafael Novoa y Ana María Trujillo - Adaptación de Adriana Barreto y Juan Andrés Granados.